# Borowe (Pasieki)
Borowe – przysiółek wsi Pasieki w Polsce, położony w województwie podlaskim, w powiecie hajnowskim, w gminie Narewka.
W latach 1975–1998 przysiółek administracyjnie należał do województwa białostockiego.
Prawosławni mieszkańcy wsi należą do parafii św. Jerzego w Siemianówce, a wierni kościoła rzymskokatolickiego należą do parafii św. Jana Chrzciciela w Narewce.